# PTC Inc
PTC Inc. (abans Parametric Technology Corporation) és una empresa nord-americana de programari i serveis informàtics fundada el 1985 i amb seu a Boston, Massachusetts. L'empresa tecnològica global té més de 6.000 empleats en 80 oficines a 30 països, 1.150 socis tecnològics i més d'1.000 milions de dòlars en ingressos. L'empresa va començar a desenvolupar un programari de modelatge paramètric, basat en funcions associatives i de disseny assistit per ordinador (CAD) el 1988, inclòs un producte basat en Internet per a la gestió del cicle de vida del producte (PLM) el 1998.
Els productes i serveis de PTC inclouen Internet de les coses (IoT), realitat augmentada (AR) i programari de col·laboració. També fan negocis de consultoria, implementació i formació.